# Kalibak
Kalibak est un personnage de comics appartenant à l'univers de DC Comics. Il a été créé par Jack Kirby.
Fils de Darkseid, c'est un New Gods, résidant sur Apokolips. Il est doté d'une force surhumaine comparable à celle de Superman et est réputé pour sa bestialité. Il affronte fréquemment son demi-frère Orion et Superman.

## Autres médias
- Superman, l'Ange de Metropolis (Superman, Alan Burnett, Paul Dini, Bruce Timm, 1996-2000) avec Michael Dorn (VF : Marc Alfos)
- La Ligue des justiciers (Justice League puis Justice League Unlimited, Paul Dini, Bruce Timm, 2001-2006) avec Michael Dorn (VF : Olivier Cordina)
- Superman: Countdown to Apokolips, Mistic Software / Atari, 2003.
- La Ligue des Justiciers : Nouvelle Génération (Young Justice, Greg Weisman, Brandon Vietti, 2019-) avec Dee Bradley Baker (VF : Paul Borne)